# Module d'Young
Pour les articles homonymes, voir Young.

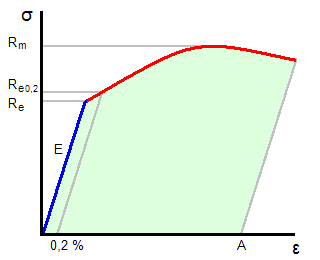
Diagramme contrainte-déformation d'un matériau ductile.
Aux faibles déformations, la pente E de la partie linéaire est le module de Young. R_{e} est la limite dʼélasticité, R_{e0,2} la limite conventionnelle dʼélasticité pour une déformation résiduelle de 0,2 %, et Rm la résistance mécanique, ou contrainte ultime en traction.

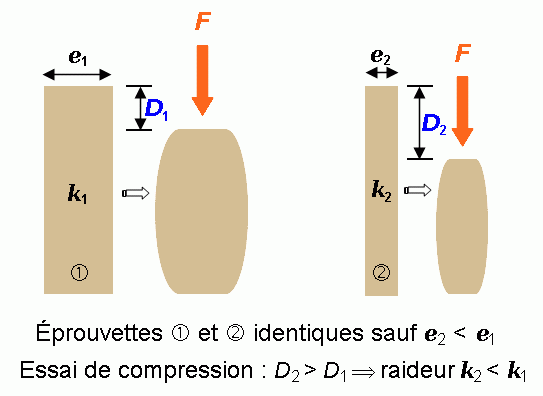
Un module d'élasticité peut être déterminé à partir de la géométrie, de la raideur et de l'angle de phase de l'échantillon.

Le module d'Young (ou de Young), module d’élasticité (longitudinale) ou module de traction est la constante qui relie la contrainte de traction (ou de compression) et la déformation d'un matériau élastique isotrope. Il mesure donc la rigidité du matériau vis-à-vis d'une (petite) déformation uniaxiale.
Le physicien britannique Thomas Young (1773-1829) avait remarqué que le rapport entre la contrainte de traction appliquée à un matériau et la déformation qui en résulte (un allongement relatif) est constant, tant que cette déformation reste petite et que la limite d'élasticité du matériau n'est pas atteinte. Cette loi d'élasticité est la loi de Hooke :
où :
- σ est la contrainte (en unité de pression) ;
- E est le module d'Young (en unité de pression) ;
- ε est l'allongement relatif, ou déformation (adimensionnel) ; (ε = ℓ – ℓ0/ℓ0).

Le module d'Young est la contrainte mécanique qui engendrerait un allongement de 100 % de la longueur initiale d'un matériau (il doublerait donc de longueur), si l'on pouvait l'appliquer réellement : la plupart des matériaux se déforment de façon permanente, ou se rompent, bien avant que cette valeur ne soit atteinte. Le module d'Young est la pente initiale de la courbe de déformation-contrainte.
Un matériau dont le module d'Young est très élevé est dit rigide. L'acier, l'iridium et le diamant, sont des matériaux très rigides, dont les coefficients d'Young valent plusieurs centaines de gigapascals (GPa), l'aluminium et le plomb le sont moins. Les matières plastiques et organiques, les mousses sont au contraire souples, élastiques ou flexibles (pour un effort de flexion), comme le sont les gels dont le module d'Young peut descendre dans la gamme des kilopascals (kPa).
La rigidité est distincte de
- la résistance : la résistance mécanique d'un matériau est caractérisée par sa limite d'élasticité et/ou sa résistance à la traction ;
- la raideur : la raideur d'une poutre (par exemple) dépend de son module d'Young (de sa rigidité) mais aussi du rapport de sa section à sa longueur[1]. La rigidité caractérise les matériaux, la raideur concerne les structures et les composants : une pièce mécanique massive en matière plastique peut être beaucoup plus raide qu'un ressort en acier ;
- la dureté : la dureté d'un matériau définit la résistance relative qu'oppose sa surface à la pénétration d'un corps plus dur.

Le tenseur des rigidités généralise le module d'Young aux matériaux anisotropes.

## Unités
D'après l'analyse dimensionnelle, le module d'Young est homogène à une pression, ou plus précisément une contrainte. L'unité internationale correspondante est donc le pascal (Pa). En raison des valeurs élevées que prend ce module, il est en général exprimé en gigapascals (GPa) ou mégapascals (MPa).

## Expressions théoriques
Dans le cas d'un matériau cristallin et de certains matériaux amorphes, le module d'Young exprime la « force de rappel » électrostatique qui tend à maintenir les atomes à distance constante. Il peut s'exprimer en fonction de la dérivée seconde du potentiel interatomique.
Dans le système d'unités « naturelles » atomique, le module d'Young, pour un matériau isotrope, est homogène à
où
et où
est la constante de Planck réduite.
Cela dit, compte tenu des problèmes où il apparaît (bilaplacien), il paraît assez naturel de le rationaliser :
- soit comme E1 = E0/16 π2 ;
- soit comme E2 = E0/64 π6 ;

les ordres de grandeur de E1 ou E2 sont à comparer aux valeurs tabulées, de l'ordre de 100 GPa, qui apparaissent alors relever de ce corpus théorique.
Dans le cas des polymères, l'énergie thermique « tortille » la chaîne carbonée qui tend à maintenir la longueur de la chaîne constante. Le module d'Young peut alors s'exprimer en fonction de l'entropie.
Cette différence de comportement est flagrante lorsque l'on considère l'influence de la température ; si l'on soumet une éprouvette à une charge constante (essai de fluage) :
- lorsque l'on augmente la température, une éprouvette de métal s'allonge (dilatation), donc son module d'Young diminue, tandis que l'éprouvette en polymère se raccourcit (les chaînes s'agitent, s'entortillent) donc son module d'Young augmente[réf. nécessaire] ;
- lorsque l'on diminue la température, on observe le phénomène inverse : l'éprouvette de métal se raccourcit (contraction) donc son module d'Young augmente, tandis que l'éprouvette de polymère s'allonge (les chaînes sont moins agitées et se laissent étirer) donc son module d'Young diminue[réf. nécessaire].

## Relations
Pour un matériau isotrope :
- L'expression de E en fonction du module de cisaillement (G) et du coefficient de Poisson ({\displaystyle \nu }) s'écrit E = 2G(1 + ν).
- L'expression de E en fonction de λ et μ, appelés coefficients de Lamé, est

## Méthodes de mesure
Le plus simple reste bien sûr de réaliser un essai de traction. Et, connaissant les dimensions de l'éprouvette, d'en déduire le module d'Young {\displaystyle E}. Cependant, il est difficile de réaliser cette mesure avec une bonne précision.
C'est pourquoi on préfère, lorsque cela est possible, déduire le module d'Young de la fréquence propre de vibration d'une tige de matériau maintenue à ses extrémités et chargée en son milieu.
On peut aussi mesurer la vitesse du son dans le matériau qui nous intéresse, et en déduire le module d'Young sachant qu'on a la relation suivante.
Cependant, cette loi est approchée : la vitesse du son dépend aussi du coefficient de Poisson.
Le module d'Young augmente avec la vitesse de déformation. Voir aussi Principe d'équivalence temps-température.
Le module d'Young complexe peut être déterminé par analyse mécanique dynamique.

## Quelques valeurs numériques
Les caractéristiques mécaniques des matériaux sont variables d'un échantillon à l'autre.
D'un point de vue global, selon M. Ashby, on trouve des matériaux dont la valeur est comprise entre 10 kPa (mousses) et 1 000 GPa (céramiques techniques).
| Matériaux      | Module (GPa) |
| -------------- | ------------ |
| Aluminium (Al) | 69           |
| Argent (Ag)    | 83           |
| Baryum (Ba)    | 13           |
| Béryllium (Be) | 240          |
| Bismuth (Bi)   | 32           |
| Cadmium (Cd)   | 50           |
| Césium (Cs)    | 1,7          |
| Chrome (Cr)    | 289          |
| Cobalt (Co)    | 209          |
| Cuivre (Cu)    | 124          |
| Étain (Sn)     | 41,5         |
| Fer (Fe)       | 196          |
| Germanium (Ge) | 89,6         |
| Indium (In)    | 11           |
| Iridium (Ir)   | 528          |
| Lithium (Li)   | 4,9          |
| Magnésium (Mg) | 45           |
| Manganèse (Mn) | 198          |
| Molybdène (Mo) | 329          |
| Nickel (Ni)    | 214          |
| Niobium (Nb)   | 105          |
| Or (Au)        | 78           |
| Palladium (Pd) | 121          |
| Platine (Pt)   | 168          |
| Plomb (Pb)     | 18           |
| Plutonium (Pu) | 96           |
| Rhodium (Rh)   | 275          |
| Rubidium (Rb)  | 2,4          |
| Ruthénium (Ru) | 447          |
| Scandium (Sc)  | 74           |
| Sélénium (Se)  | 10           |
| Sodium (Na)    | 10           |
| Tantale (Ta)   | 186          |
| Titane (Ti)    | 114          |
| Tungstène (W)  | 406          |
| Uranium (U)    | 208          |
| Vanadium (V)   | 128          |
| Zinc (Zn)      | 78           |
| Zirconium (Zr) | 68           |

| Matériaux                          | Module (GPa) |
| ---------------------------------- | ------------ |
| Acier de construction              | 210          |
| Acier à ressorts                   | 220          |
| Acier inoxydable 18-10             | 203          |
| Bronze (cuivre + 9 à 12 % d'étain) | 124          |
| Bronze au béryllium                | 130          |
| Cuivre laminé U4 (recuit)          | 90           |
| Cuivre laminé U4 (écroui dur)      | 150          |
| Duralium AU4G                      | 75           |
| Fontes                             | 83 à 170     |
| Hastelloy B2 (Ni + Mo)             | 217          |
| Hastelloy C 2000 (Ni + Cr + Mo)    | 206          |
| Inconel X-750 (Ni + Cr + Fe)       | 212 à 218    |
| Invar                              | 140          |
| Laiton (Cu + Zn)                   | 100 à 130    |
| Monel 400 (Ni + Cu)                | 173          |
| Nimonic 90 (Ni + Cr + Co)          | 213 à 240    |
| Nispan (Ni + Cr + Ti)              | 165 à 200    |
| Phynox (Co + Cr + Ni + Mo)         | 203          |

| Matériaux                                                  | Module (GPa)   |
| ---------------------------------------------------------- | -------------- |
| Alumine (oxyde d'aluminium Al2O3)                          | +0390,         |
| Arsenic (As)                                               | +0008,         |
| Arséniure de gallium (AsGa)                                | +0085,5        |
| Béton                                                      | +0020, à 50    |
| Brique                                                     | +0014,         |
| Calcaire (carbonate de calcium, CaCO3, roche sédimentaire) | +0020, à 70    |
| Carbure de chrome (Cr3C2)                                  | +0373,         |
| Carbure de silicium (SiC)                                  | +0450,         |
| Carbure de titane (TiC)                                    | +0440,         |
| Carbure de tungstène (WC)                                  | +0650,         |
| Carbure de zirconium (ZrC)                                 | +0380, à 440   |
| Diamant (C)                                                | +1 000,        |
| Dioxyde de silicium (SiO2)                                 | +0070,         |
| Glace (H2O)                                                | +0009,3        |
| Graphite                                                   | +0030,         |
| Granite                                                    | +0060,         |
| Marbre                                                     | +0026,         |
| Mullite (Al6Si2O13)                                        | +0145,         |
| Neige (glace H2O + air)                                    | +0000, à 0,015 |
| Oxyde de béryllium (BeO)                                   | +0350,         |
| Oxyde de magnésium (MgO)                                   | +0250,         |
| Oxyde de zirconium (ZrO2)                                  | +0200,         |
| Saphir                                                     | +0420,         |
| Aluminure de titane (Ti3Al)                                | +0140,         |
| Titanate de baryum (BaTiO3)                                | +0067,         |
| Verre                                                      | +0069,         |

| Matériaux             | Module (GPa) |
| --------------------- | ------------ |
| Acajou (Afrique)      | 12           |
| Bambou                | 20           |
| Bois de rose (Brésil) | 16           |
| Bois de rose (Inde)   | 12           |
| Chêne                 | 12           |
| Contreplaqué glaw     | 12,4         |
| Épicéa                | 10 à 13      |
| Érable                | 10           |
| Frêne                 | 10           |
| Papier                | 3 à 4        |
| Sequoia               | 9,5          |

| Matériaux                                 | Module (GPa)    |
| ----------------------------------------- | --------------- |
| Caoutchouc                                | +0000,001 à 0,1 |
| Fibre de carbone haut module              | +0640,          |
| Fibre de carbone haute résistance         | +0240,          |
| Kevlar                                    | +0034,5         |
| Nanotube de carbone                       | +1 100,         |
| Nylon                                     | +0002, à 5      |
| Plexiglas (poly(méthacrylate de méthyle)) | +0002,38        |
| Polyamide                                 | +0003, à 5      |
| Polycarbonate                             | +0002,3         |
| Polyéthylène                              | +0000,2 à 0,7   |
| Polystyrène                               | +0003, à 3,4    |
| Résine époxyde (durcie)                   | +0003,5         |
| Polypropylène                             | +0001,1 à 1,6   |

| Matériaux          | Module (GPa) |
| ------------------ | ------------ |
| Émail dentaire     | 82,5         |
| Bec de poussin     | 50           |
| Cartilage          | 0,024        |
| Cheveu             | 10           |
| Collagène          | 0,006        |
| Laine              | 14           |
| Nacre              | 40 à 70      |
| Piquant d'oursin   | 15 à 65      |
| Radius             | 18,6         |
| Soie d'araignée    | 25           |
| Soie du ver à soie | 17           |
| Vertèbre cervicale | 0,23         |
| Vertèbre lombaire  | 0,16         |

## Utilisations
Le module d'Young est bien évidemment extrêmement utilisé en mécanique des structures ou en résistance des matériaux. Ces deux domaines apparaissent dans la conception d'édifices architecturaux ou même dans le dimensionnement des ailes d'un avion pour prendre cet exemple. À l'heure actuelle, l'accent est porté sur la recherche de nouveaux matériaux possédant un module d'Young élevé tout en restant léger, les références aéronautiques étant l'aluminium, le titane, et plus récemment les polymères tels que les fibres de carbone.
La mesure du module d'Young permet également de quantifier l'avancement de l'état de dégradation de matériaux comme le béton à la suite de différentes pathologies comme celle de la réaction alcali-granulat et des réactions sulfatiques internes ou externes se caractérisant par un gonflement interne du béton. La mesure peut se faire par essais destructifs (essais de compression, de fendage ou de flexion) ou par examens non destructifs (examens acoustiques ou par ultrasons). En effet, la vitesse de propagation des ondes sonores ou ultra-sonores dans un milieu continu dépend de l'élasticité de ce milieu, fonction elle-même de son module d'Young.
En médecine également, la mesure des variations du module d'Young dans un organe est une possibilité de l'imagerie médicale (essentiellement par échographie) qui permet de représenter l'élasticité des tissus même profonds, par exemple pour donner l'étendue de la fibrose d'un foie ou détecter dans un sein un carcinome petit ou profond, peu décelable à la palpation (élastographie de 2e génération).